# St. Matthäus (Herrnneuses)

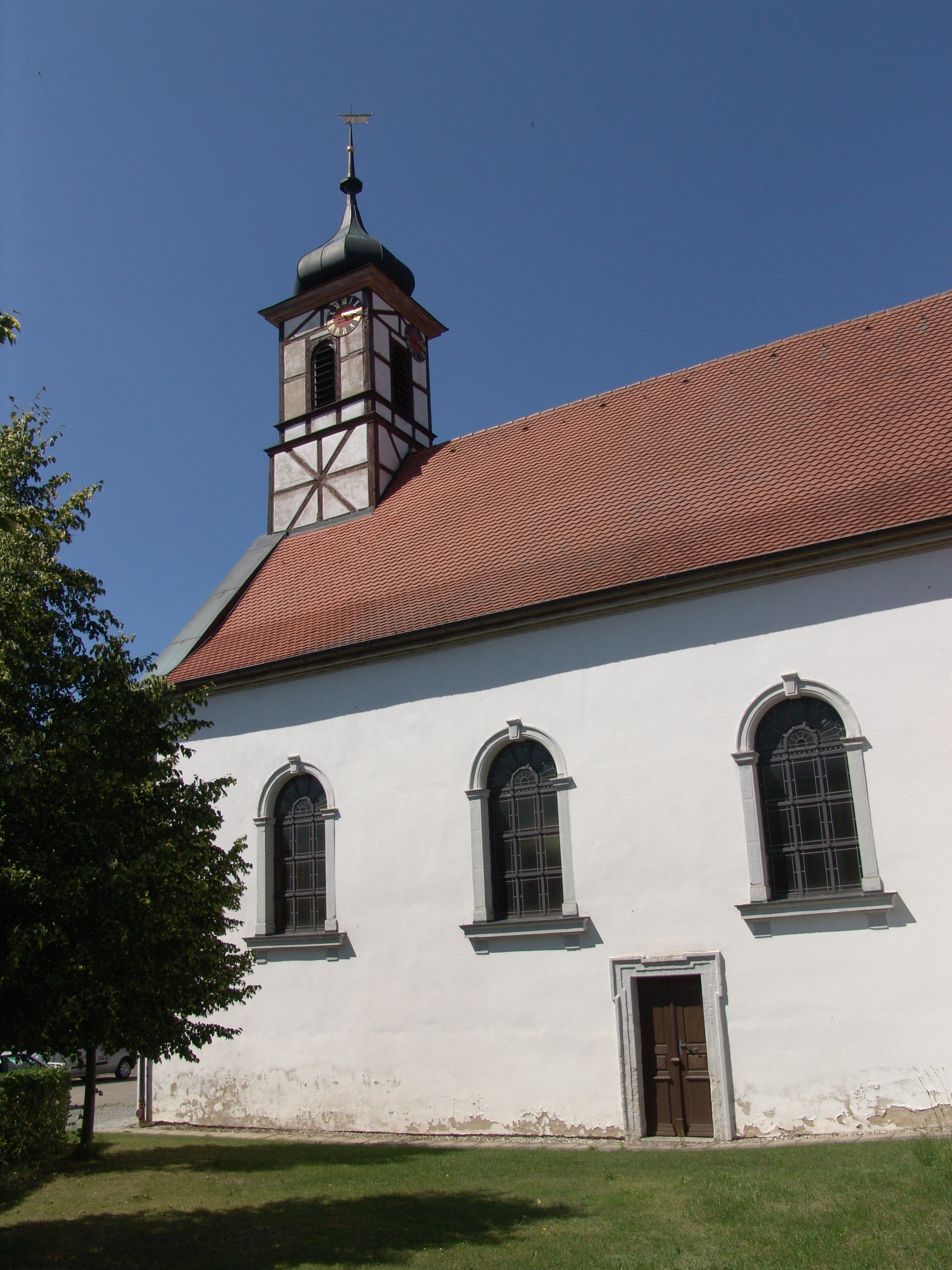
St. Matthäus

Die evangelische, denkmalgeschützte Kirche St. Matthäus steht in Herrnneuses, einem Gemeindeteil der Kreisstadt Neustadt an der Aisch im Landkreis Neustadt an der Aisch-Bad Windsheim (Mittelfranken, Bayern). Das Bauwerk ist unter der Denkmalnummer D-5-75-153-142 als Baudenkmal in der Bayerischen Denkmalliste eingetragen. Die Kirche gehört zur Evangelisch-Lutherischen Kirchengemeinde Herrnneuses im Dekanat Neustadt an der Aisch im Kirchenkreis Nürnberg der Evangelisch-Lutherischen Kirche in Bayern.

## Geschichte und Architektur

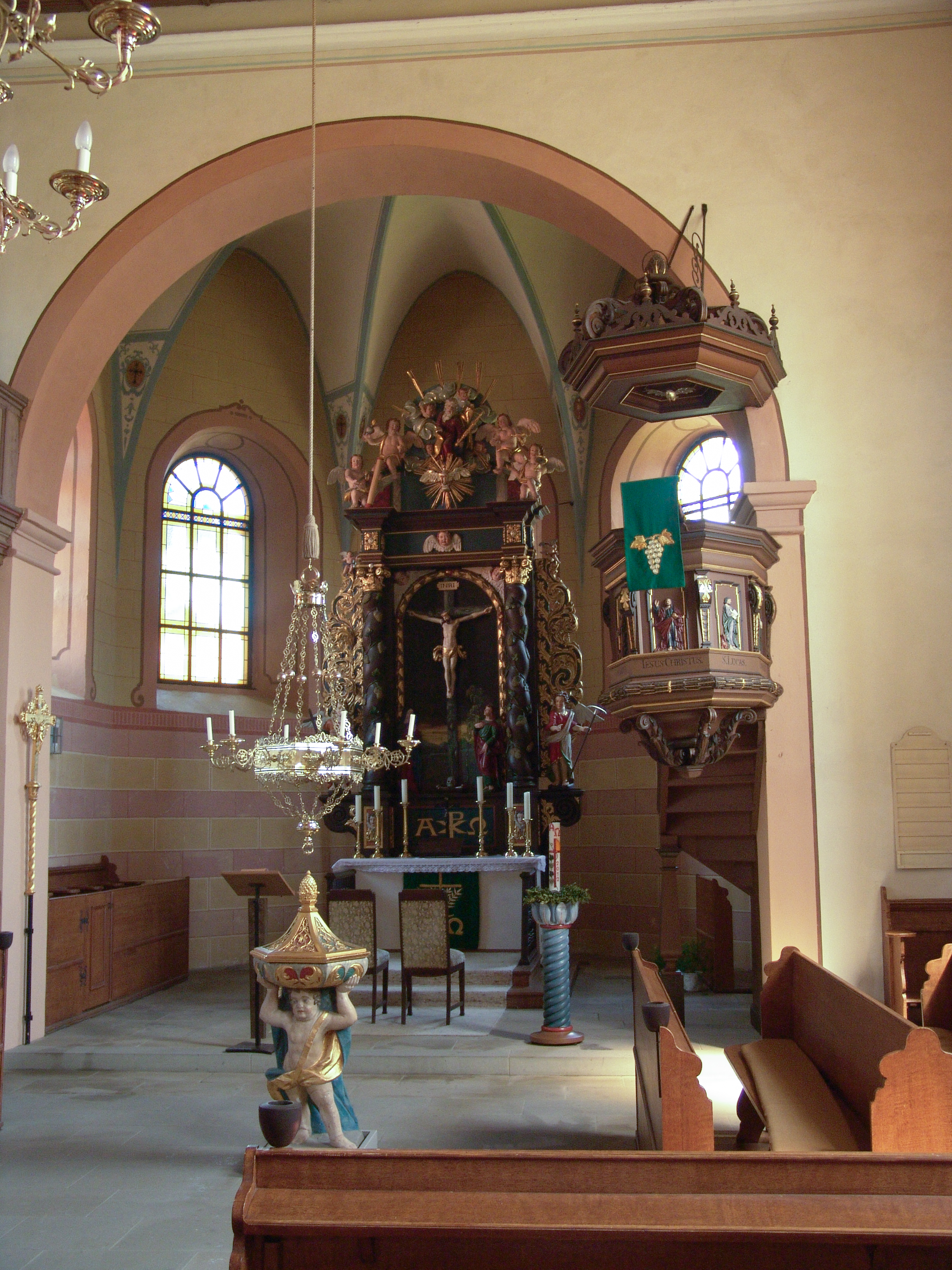
Der Altarraum

Die Saalkirche wurde 1711/13 auf Veranlassung von Gräfin Franziska Barbara von Hohenlohe-Waldenburg-Schillingsfürst erbaut, als die Grafen von Hohenlohe das Kirchenpatronat innehatten. Sie besteht aus einem Langhaus mit geohrten Bogenfenstern und einem eingezogenen, dreiseitig geschlossenen Chor im Osten. Aus dem Satteldach des Langhauses erhebt sich im Westen ein Dachreiter aus Holzfachwerk, der die Turmuhr und den Glockenstuhl beherbergt und mit einer Zwiebelhaube bedeckt ist.
Der Innenraum des Chors ist mit einem Kreuzgratgewölbe überspannt, der des Langhauses mit einer Flachdecke, die mit Stuck gerahmt ist. An der nördlichen Längsseite des Langhauses und um die Orgel (über dem Eingang) befinden sich Emporen. Der Altar wurde 1751 gebaut, die Kanzel 1715 und das Taufbecken 1730.